# M30 (天体)
座標:  21h 40m 22.12s, −23° 10′ 47.5″
M30 (NGC 7099) は、やぎ座にある球状星団。

## 概要
明るく双眼鏡でまるく小さな星雲状に見える。中心部が明るく密集しており、周辺が5'ほど拡散している。周辺の微星の見え方は、フェーレンベルクは「10cmの160倍で周辺の微星が見える」としたが、マラスは「10cm屈折望遠鏡で外側が不規則で微星が見えるが、条件が悪いと見えない。12.5cmならばいつでも見える」とした。口径20cmからは周辺にかなりの微星と星の流れが見えてくる。中心部が南にかたよっていて、北側に3本の角のような星の流れが見えるが、その星の流れは長時間露出をした写真では、はっきりとは確認できないという。
M15と同様に、中心部分が密集して、星の重力の相互作用で中心部が崩壊しているとも思われている。

## 観測史
1764年8月3日にシャルル・メシエによって発見された。メシエは「41番星に近い星雲で、3.5フィートの望遠鏡でどうにか見える」としている。1783年にウィリアム・ハーシェルは「2つの星の流れがあり、4～5個の星がその流れの中にあるが、おそらく星団に属しているのだろう」として、星雲ではなく星団として捉えた。